# 住友ベークライト
住友ベークライト株式会社（すみともベークライト）は、本店を東京都品川区東品川に置き、住友化学の持分法適用関連会社で、白水会および住友グループ広報委員会にも参加する樹脂加工会社である。JPX日経インデックス400の構成銘柄の一つ。

## 概要
1911年（明治44年）に日本で初めてフェノール樹脂（ベークライト）の生産を開始したプラスチック工業の草分けであり、主力の半導体封止材では世界シェアの約3割を占め業界トップ。その他、近年、自動車部品の金属代替などで需要が増加しているフェノール樹脂でも世界トップシェアを持つ。
また高圧メラミン化粧板として知られるデコラも、同社の開発製品としてその名を知られている。

## 主力製品・事業
- 銅張積層板
- 積層板
- 積層棒
- 積層品用素材
- 半導体用封止材
- フレキシブルプリント回路
- 単層フィルム・シート
- 複合フィルム・シート
- 半導体組立用接着テープ
- 工業用レジン
- 半導体用レジン
- 塗料
- 精密成形品
- キャリアテープ
- 鮮度保持フィルム
- 精密金型
- 医療機器
- 理化学器具
- ホルマリン
- 糖鎖解析製品

## 事業所
- 本社 - 東京都品川区東品川二丁目5番8号天王洲パークサイドビル
- 大阪事務所 - 大阪府大阪市中央区北浜四丁目7番28号住友ビルディング第2号館
- 名古屋事務所 - 愛知県名古屋市名東区本郷三丁目71番地
- 神戸事業所（コーポレートR&Dセンター）、Sバイオ事業部 研究部 - 神戸市西区室谷一丁目1番地5
- 奈良事業所 - 奈良県五條市住川町テクノパーク・なら工業団地1番2号
- 尼崎工場、フィルム・シート研究所 - 兵庫県尼崎市東塚口町二丁目3番47号
- 鹿沼工場、プレート研究所 - 栃木県鹿沼市さつき町7番1号
- 静岡工場、コーポレートR&Dセンター（静岡）、コーポレートエンジニアリングセンター、HPP技術開発研究所 - 静岡県藤枝市高柳2100番地
- 宇都宮工場、コーポレートR&Dセンター（宇都宮）、COIN開発部 - 栃木県宇都宮市清原工業団地20番地7

### 閉鎖
- 津工場 - 三重県津市高茶屋五丁目7番1号
- 川崎工場 - 神奈川県川崎市幸区南加瀬

## 沿革
旧・日本ベークライト株式会社
- 1911年（明治44年）- 高峰譲吉博士が医薬品メーカー三共（現・第一三共）の品川工場でフェノール樹脂（ベークライト）の試作を開始。
- 1932年（昭和7年）1月 - フェノール樹脂部門が三共から独立し、日本ベークライト株式会社を設立。
- 1954年（昭和29年）2月 - 料理全集（全20冊）及び日本ベークライトホーム百科（全8冊）刊行。

旧・住友化工材工業株式会社
- 1938年（昭和13年）8月 - 株式会社合成樹脂工業所設立。
- 1944年（昭和19年）5月 - 住友化工材工業株式会社に商号変更。
- 1945年（昭和20年）11月 - 財閥商標の使用禁止命令により、日本化工材工業株式会社に商号変更。
- 1952年（昭和27年）11月 - 住友化工材工業株式會社に商号変更。
- 1954年（昭和29年）11月 - 住友化工材工業ホームブック（全8冊）及び料理ブック（全20冊）刊行。

住友ベークライト株式会社
- 1955年（昭和30年）3月 - 日本ベークライトと住友化工材工業が合併して住友ベークライト株式会社となる。
- 2001年（平成13年）10月1日 - 日東紡績との共同出資子会社・デコラニット株式会社を設立。デコラの製造販売を移管。
- 2007年（平成19年）7月 - 筒中プラスチック工業株式会社を吸収合併。
- 2008年（平成20年）8月31日 - 日東紡績の保有するデコラニットの全株式を取得し、合弁を解消。
- 2008年（平成20年）10月1日 - デコラニットを吸収合併。
- 2014年（平成26年）6月 - Vaupell Holdings ,Inc.を買収。
- 2017年（平成29年）5月8日 - 医療機器販売などを手掛けるイノメディックスから、手術の際に使う電動式低圧吸引器（サーボドレイン）の事業を買収。
- 2019年（平成31年）3月 - 川澄化学工業株式会社と資本業務提携契約を締結。同社の株式を取得し、持分法適用関連会社とする。
- 2020年（令和2年）10月 - 川澄化学工業を完全子会社化。後に同社はSBカワスミに社名を変更。

## 主要関係会社
2019年3月末時点の子会社51社、関連会社8社である。

### 国内子会社
製造
- 秋田住友ベーク
- 住ベシート防水（旧・筒中シート防水）
- 北海太洋プラスチック
- 日本電解
- 大友化成
- 山六化成工業
- 九州住友ベークライト
- サンベーク
- 住ベテクノプラスチック
- SBバイオサイエンス
- SBカワスミ（旧・川澄化学工業）

情報・サービス・販売
- 住ベサービス
- 住ベリサーチ
- 住ベ情報システム
- 住ベリサイクル
- ソフテック
- 筒中興産
- 西部樹脂

### 海外子会社
- N.V. Sumitomo Bakelite Europe N.V.
- Vyncolit N.V.
- Sumitomo Bakelite Europe (Barcelona), S.L.U.
- Sumitomo Bakelite (Suzhou) Co., Ltd.
- Sumitomo Bakelite (Shanghai) Co., Ltd.
- Sumitomo Bakelite (Nantong) Co., Ltd.
- Sumitomo Bakelite (Dongguan) Co.,Ltd
- Vaupell China (Dongguan) Co.,Ltd
- Changchun SB (Changshu) Co., Ltd
- Sumitomo Bakelite Hong Kong Co., Ltd.
- Sumitomo Bakelite Macau Co., Ltd.
- Tsu-Kong Co., Ltd.
- Sumitomo Bakelite (Taiwan) Co., Ltd.
- Sumibe (Taiwan) Co., Ltd.
- P.T. Pamolite Adhesive Industry
- P.T. Indopherin Jaya
- P.T.SBP Indonesia
- SNC Industrial Laminates Sdn. Bhd.
- Sumitomo Bakelite Singapore Pte. Ltd.
- SumiDurez Singapore Pte. Ltd.
- Sumitomo Bakelite (Thailand) Co., Ltd.
- Sumibe Korea Co., Ltd.
- SBE India Private Limited
- Sumibe (Taiwan) Co., Ltd.
- Sumitomo Bakelite North America Holding, Inc.
- Sumitomo Plastics America, Inc.
- Durez Corporation
- Promerus LLC
- Sumitomo Bakelite North America, Inc.
- Durez Canada Co., Ltd.
- Vaupell Holdings, Inc.
- Vaupell Industrial Plastics, Inc.
- Vaupell Molding & Tooling, Inc.
- Russell Plastics Technology Company, Inc.

### 関連会社
- P.T. Pamolite Adhesive Industry